# Johann Philipp Du Roi

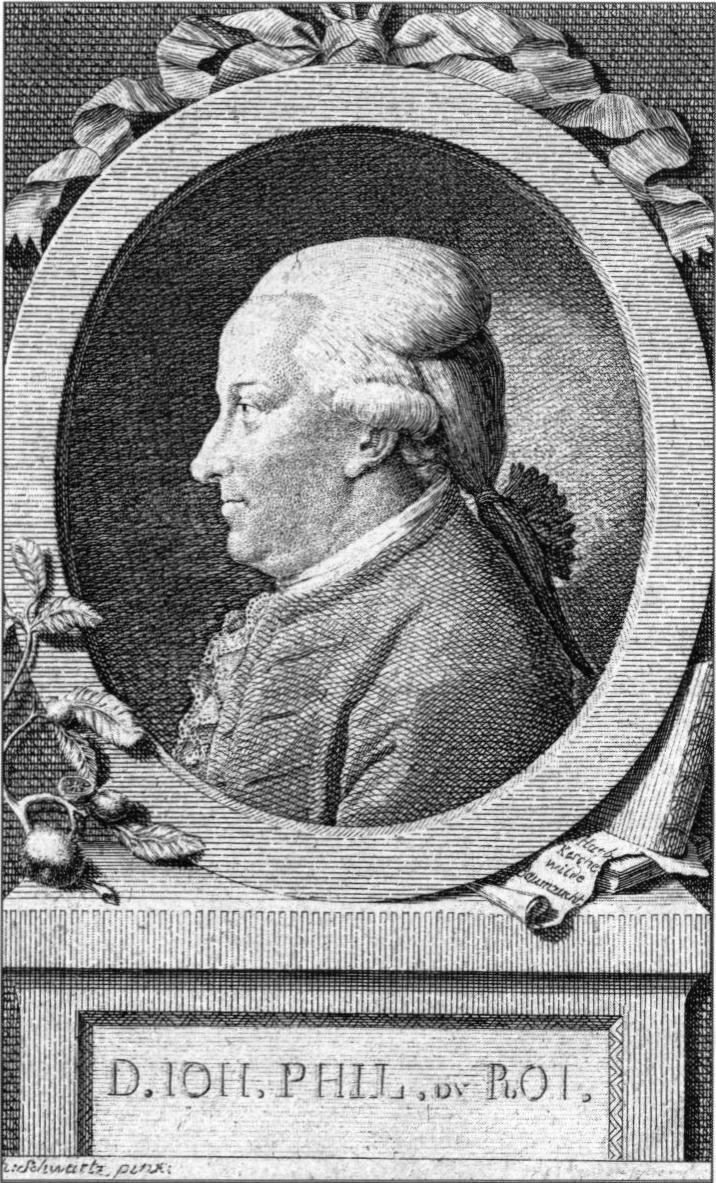
Johann Philipp du Roi

Johann Philipp Du Roi (* 2. Juni 1741 in Braunschweig; † 8. Dezember 1785 ebenda) war ein deutscher Arzt und Botaniker mit Schwerpunkt auf Dendrologie. Sein offizielles botanisches Autorenkürzel lautet „Du Roi“.

## Leben und Wirken
Du Roi studierte in Helmstedt Arzneiwissenschaft, wurde dort 1764 Doktor der Medizin und 1765 Aufseher der Pflanzung ausländischer Bäume und Sträucher im Schlosspark Harbke. Sein Werk Die Harbke’sche wilde Baumzucht… gilt als die erste wissenschaftliche Abhandlung zur Dendrologie in Deutschland. Im Jahr 1776 wurde er zum Mitglied der Leopoldina gewählt.
1777 ließ er sich in Braunschweig als praktischer Arzt nieder, wurde Garnisonsarzt, Stadtphysicus, Hofmedicus und Assessor beim Obersanitäts-Collegium. Du Roi war um 1780 Sekretär der Braunschweiger Freimaurerloge „Carl zur gekrönten Säule“ aufgenommen. Er starb 1785 als vielbeschäftigter Arzt.

## Ehrentaxon
Die Pflanzengattung Duroia L. f. aus der Familie der Rötegewächse (Rubiaceae) sowie die Gattung Roia Scop. aus der Familie der Mahagonigewächse (Meliaceae) ist nach ihm benannt.

## Schriften
- Dissertatio inauguralis medica de paralysi gravissima femorum crurumque sanata. Helmstedt 1764 (Dissertation; Digitalisat).
- Dissertatio inauguralis observationes botanicas sistens. Schnorr, Helmstedt 1771 (Medizinische Dissertation, Universität Helmstedt, 1771; Digitalisat).
- Die Harbkesche wilde Baumzucht theils Nordamerikanischer und anderer fremder, theils einheimischer Bäume, Sträucher und Strauchartigen Pflanzen nach den Kennzeichen, der Anzucht, der Eigenschaften und der Benutzung beschrieben. 2 Bände. Braunschweig 1771/72 (Digitalisate: Band 1; Band 2).